# 636

## Evenimente
- 15-20 august: Războaiele Bizantino-Arabe. Bătălia de la Yarmuk. A fost o luptă dată între Imperiul Bizantin și Califatul Rashidun, încheiată cu victoria arabilor.
- 16-19 noiembrie: Bătălia de la Qadisia. A fost o confruntare între forțele sasanide și o armată arabă invadatoare. Victoria arabă asupra lui Yazdegerd al III-lea a marcat sfârșitul dinastiei acestuia și începutul stăpânirii arabe și islamice în Persia.

## Decese
- 4 aprilie: Isidor din Sevilla  (n. 560)
- dată necunoscută: Arioald al longobarzilor  (n. ?)